# Peix gat de cap pla
El peix gat de cap pla (Pylodictis olivaris) és una espècie de peix de la família dels ictalúrids i de l'ordre dels siluriformes.

## Morfologia
- Els mascles poden assolir 155 cm de longitud total[2] i 55,8 kg de pes.[3][4]

## Hàbitat
És un peix d'aigua dolça i de clima temperat.

## Distribució geogràfica
Es troba a Nord-amèrica.

## Longevitat
Pot arribar a viure 20 anys.